# Cuparymyia anametopochaetoides
Cuparymyia anametopochaetoides är en tvåvingeart som beskrevs av Townsend 1934. Cuparymyia anametopochaetoides ingår i släktet Cuparymyia och familjen parasitflugor. Inga underarter finns listade i Catalogue of Life.